# Diabolo le Magnifique
Diabolo le Magnifique ou Un Rêve de Diabolo, (Magnificent Muttley) est une série télévisée d'animation américaine en 17 épisodes de 3 minutes, produite par les studios Hanna-Barbera et diffusé du 13 septembre 1969 au 3 janvier 1970 sur le réseau CBS.
En France, la série a été diffusée pour la première fois en 1970 sur l’ORTF. Elle a été rediffusée en 1979 sur TF1, à partir du 2 mars 1991 dans l'émission Hanna-Barbera Dingue Dong sur Antenne 2, à partir du 1er juillet 1995 sur France 2, puis sur Cartoon Network de 1999 à 2003 et Boomerang en 2003.

## Historique de la création
Diabolo le Magnifique est la troisième série télévisée d'animation dérivée de la série animée à succès Les Fous du volant (1968), dans laquelle on retrouvait le chien Diabolo et son méchant maître, Satanas. Les autres séries sont : Pattaclop Pénélope (1969), Satanas et Diabolo (1969) et Mumbly (1976).

## Synopsis
Réveille-toi Diabolo ! Tu es encore en train de dormir, sale cabot ! La voix de Satanas, le pilote de la Démone Double Zéro Grand Sport et membre de l’Escadrille infernale des Fous du volant, n’a pas fini de résonner dans la petite tête de Diabolo. Dès qu’il a l’esprit ailleurs, le « sale cabot » s’imagine astronaute, acteur, voire chasseur de trésors. Tout ce que lui demande Satanas prend des allures de rêves éveillés…

## Fiche technique
- Titre original : Magnificent Muttley
- Titre français : Diabolo le Magnifique ou Un rêve de Diabolo
- Réalisateur : William Hanna, Joseph Barbera
- Scénaristes : Larz Bourne (en), Dalton Sandifer, Mike Maltese, Alex Lovy, Bill Perez
- Production : Joseph Barbera, William Hanna, Alex Lovy
- Sociétés de production : Hanna-Barbera Productions
- Musique : Ted Nichols (en)
- Pays d'origine : États-Unis
- Langue : anglais
- Nombre d'épisodes : 17
- Durée : 3 minutes (1 saison)
- Dates de première diffusion : 
  -  États-Unis : 13 septembre 1969 sur CBS
  -  France : dans les années 1970 sur l'ORTF

## Distribution

### Voix originales
- Don Messick : Muttley (Diabolo en VF)
- Paul Winchell : Dick Dastardly (Satanas en VF)

### Voix françaises
- Philippe Dumat : Satanas
- Pierre Collet : Diabolo
- Guy Piérauld : Looping

À noter : La voix de Philippe Dumat, qui double Satanas, est très reconnaissable à son timbre nasillard. Il a notamment doublé Gargamel dans Les Schtroumpfs, Picsou dans La Bande à Picsou ou Philip Drummond, le père adoptif dans la série Arnold et Willy.

## Épisodes
1. La Révolte du Bounty[1] ou Diabolo sur le Bounty[2] (Muttley on the Bounty)
2. Diabolo et le Haricot géant[5] (What's New Old Bean?)
3. Diabolo le Merveilleux (The Marvelous Muttdini)
4. Le Mauvais Acteur (The Bad Actor)
5. Diabolo parachutiste (The Big Topper)
6. Diabolo le Masqué ou Le cabot masqué[6] (The Masked Muttley)
7. Le Cascadeur[7] (Movie Stuntman)
8. Coonskin Caper (Coonskin Caper)
9. Cap au large[8] (Aquanuts)
10. Léonardo de Diabolo (Leonardo De Muttley)
11. Diabolo démarre vos moteurs (Start Your Engines)
12. Diabolo marin (Ship Ahooey)
13. Chien amiral des oiseaux (Admiral Bird Dog)
14. Professeur Diabolo (Professor Muttley)
15. Une vie de Diabolo (Wild Mutt Muttley)
16. L'Astronaute (The Astromutt)
17. Super Diabolo (Super Muttley)